# 3540 Protesilaos
3540 Protesilaos este un asteroid descoperit pe 27 octombrie 1973 de Freimut Börngen.